# Dunimysł
Dunimysł lub Danimysł (fl. 1135) – siostrzeniec Racibora I, księcia pomorskiego, jeden z dowódców wyprawy Racibora na Konungahelę.
Dunimysł znany jest z jednego źródła historycznego – Sagi o Magnusie Ślepym z Heimskringli autorstwa Snorrego Sturlasona, gdzie wymieniony jest jako Dunimiz.
Brał udział w wyprawie na Konungahelę w 1135, wraz z wojewodą Uniborem wpłynęli z częścią swych oddziałów we wschodnie ramię rzeki koło Hising w ten sposób podchodząc pod miasto. Podczas wyprawy zrabowano miasto Konungahela, niszcząc je tak, że nie powróciło ono do dawnej świetności.